# Edward James Olmos
Edward James Olmos (ur. 24 lutego 1947 w Los Angeles) – amerykański aktor, reżyser i producent filmowy. Odtwórca roli porucznika Martina „Marty’ego” Castillo w serialu NBC Policjanci z Miami (Miami Vice, 1984–1989), za którą w 1985 otrzymał nagrodę Emmy i Złoty Glob dla najlepszego aktora drugoplanowego w serialu, miniserialu lub filmie telewizyjnym. Wystąpił w roli dowódcy okrętu kosmicznego Williama „Billa” Adama w serialu Battlestar Galactica (2003–2009), za którą zdobył trzy nagrody ALMA Award (2007, 2008, 2009) i w 2009 został uhonorowany Nagrodą Saturna.
24 lutego 1992 otrzymał własną gwiazdę w Alei Gwiazd w Los Angeles znajdującą się przy 7021 Hollywood Boulevard.

## Życiorys

### Wczesne lata
Urodził się i wychował w Los Angeles w rodzinie rzymskokatolickiej jako syn Eleanor (z domu Huizar) i Pedro Olmosa, który był spawaczem i przewoźnikiem pocztowym. Jego ojciec był meksykańskim imigrantem, który przeniósł się do Kalifornii w 1945, a jego matka była Amerykanką pochodzenia meksykańskiego. Jego rodzice rozstali się, gdy miał 7 lat, i był wychowywany przede wszystkim przez swoich pradziadków, gdy jego rodzice pracowali. Dorastał, chcąc zostać zawodowym graczem w baseball, a w wieku 13 lat dołączył do klubu farmerskiego Los Angeles Dodgers, grając jako łapacz. Opuścił baseball mając 15 lat, aby dołączyć do zespołu rock and rollowego, co spowodowało konflikt z jego ojcem, który nie zgodził się z jego decyzją.
W 1964 ukończył Montebello High School w Montebello w Kalifornii, gdzie podczas nauki przegrał wyścig o tytuł Przewodniczącego Ciała Studenckiego do przyszłego przewodniczącego Kalifornijskiej Partii Demokratycznej z Artem Torresem. W latach młodzieńczych był wokalistą zespołu Pacific Ocean, z którym przez kilka lat występował w różnych klubach w okolicach Los Angeles, a w 1968 wydał swoją jedyną płytę, Purgatory. W tym samym czasie uczęszczał na zajęcia w East Los Angeles College w Monterey Park, w tym kursy aktorskie.

### Kariera
Po gościnnym udziale w serialu kryminalnym CBS Cannon (1974) z Williamem Conradem, pojawił się jako ćpun w łazience w dramacie sensacyjnym Bogard (1975) z Richardem Lawsonem i w dramacie Aloha, Bobby and Rose (1975) u boku Roberta Carradine. Jego pierwszą dużą rolą był Gaff w filmie Ridleya Scotta Łowca androidów (Blade Runner, 1982). W latach 70. występował gościnnie w serialach, w tym Kojak, Sierżant Anderson, Hawaii Five-O i Starsky i Hutch. W 1979 debiutował na Broadwayu jako El Pachuco w sztuce Zoot Suit, za którą był nominowany do Tony Award.
Za rolę nauczyciela matematyki Jaimego A. Escalante, uczącego młodzież z marginesu społecznego w opartym na faktach dramacie Wszystko albo nic (Stand and Deliver, 1988) otrzymał nominację do Oscara w kategorii najlepszy aktor pierwszoplanowy i Złotego Globu jako najlepszy aktor w filmie dramatycznym. Rola współtwórcy jednego z największego latynoskiego gangu – Montoyi Santany w biograficznym dramacie kryminalnym Moja Ameryka (1992) był nominowany do nagrody na Festiwalu Filmowym w Tokio. W telewizyjnym dramacie biograficznym HBO Sezon w piekle (The Burning Season, 1994) w reżyserii Johna Frankenheimera wcielił się w postać polityka Wilsona Pinheiro, za którą zdobył Independent Spirit Awards i Złoty Glob dla najlepszego aktora drugoplanowego w serialu, miniserialu lub filmie telewizyjnym. Następnie został obsadzony w roli Potifara w biblijnym filmie telewizyjnym W niewoli snów (Slave of Dreams) z Adrianem Pasdarem i Sherilyn Fenn, wyprodukowanym przez Showtime i Dino De Laurentiisa w reżyserii Roberta M. Younga, nakręconym w maju 1994 w miejscowości Warzazat w Maroku. W dramacie biograficznym Gregory’ego Navy Selena (1997) wystąpił w roli ojca tytułowej bohaterki – piosenkarki Seleny (Jennifer Lopez).

## Filmografia

### filmy fabularne
- 1980: Wirus
- 1982: Łowca androidów jako Gaff
- 1988: Wszystko albo nic jako Jaime A. Escalante
- 1992: Moja Ameryka jako Montoya Santana
- 1993: I kowbojki mogą marzyć jako muzyk przy rożnie
- 1995: Moja rodzina jako Paco
- 1997: Selena jako Abraham Quintanilla Jr.
- 2000: Droga do El Dorado jako szef Tannabok (głos)
- 2005: Nausicaä z Doliny Wiatru (angielska wersja) jako Mito (głos)
- 2005: Cziłała z Beverly Hills jako Diablo - doberman (głos)
- 2011: The Green Hornet 3D jako Michael Axford
- 2013: Agenci jako Papa Greco
- 2017: Coco jako Chicharrón (głos)
- 2017: Blade Runner 2049 jako Gaff

### seriale TV
- 1975: Kojak jako Paco
- 1976: Sierżant Anderson jako Hawkins
- 1977: Hawaii Five-O jako tancerz
- 1977: Starsky i Hutch jako Julio Guiterez
- 1982: Posterunek przy Hill Street jako Joe Bustamonte
- 1984: Posterunek przy Hill Street jako sędzia Cruz
- 1984–1989: Policjanci z Miami (Miami Vice) jako porucznik Martin Castillo
- 1995: Magiczny autobus jako pan Ramon (głos)
- 1998: Dotyk anioła jako pułkownik Victor Walls
- 1999–2000: Prezydencki poker jako stowarzyszony sędzia Roberto Mendoza
- 2003–2009: Battlestar Galactica
- 2010: CSI: Kryminalne zagadki Nowego Jorku jako Luther Devarro
- 2011: Dexter jako Profesor Gellar
- 2011: Eureka jako Rudy
- 2015: Agenci T.A.R.C.Z.Y. jako Robert Gonzales
- 2015: Simpsonowie jako Pit Master (głos)
- 2017: Narcos jako Chucho Peña
- 2018: Mayans M.C. jako Felipe Reyes
- 2018–2019: Elena z Avaloru jako król Pescoro (głos)